# Gustaf Jönson
Gustaf Adolf Jönson, född 1 april 1855 i Göteborgs domkyrkoförsamling, död 20 juli 1918 i Haga församling, Göteborg, var en svensk stadsfiskal.
Jönson var son till byggmästaren Josef Jönsson och Johanna Christina Sandström. Efter tjänstgöring i Hallands län som tillförordnad länsman var han under åren 1893–1895 poliskommissarie i Uppsala stad. Han tillträdde 1895 tjänsten som stadsfiskal i Söderhamns stad, en befattning vilken han lämnade ett par år innan sin död. Han fungerade, på förordnande av länsstyrelsen i Gävleborgs län, som åklagare i den rättegång som i september 1899 inleddes i Hudiksvalls kronohäkte mot den stöldliga som stod åtalad för stöld av bland annat kyrksilvret i Forsa kyrka (som rättens ordförande fungerade vice häradshövding Gustaf Gröning). Jönson gravsattes på Söderhamns kyrkogård.